# Duża Dufałka
Duża Dufałka (622 m n.p.m.) – wzniesienie w południowo-zachodniej Polsce, w Sudetach Środkowych, w Górach Stołowych.
Wzniesienie położone w środkowo-zachodniej części pasma Gór Stołowych, na północ od miejscowości Czermna, po południowo-zachodniej stronie od Błędnych Skał.

Jest to kopulste wzniesienie, o stromych zboczach, z płaskim wyrazistym wierzchołkiem górujące od północnego wschodu nad Czermną. Wzniesienie zbudowane z górnokredowych piaskowców. Wierzchołek i zbocza porośnięte w całości lasem świerkowym regla dolnego z domieszką drzew liściastych. Od południowego wschodu i południowego zachodu wzniesienie wydzielone jest głęboką doliną potoku Czermnica, wzdłuż której prowadzi lokalna droga z Czermnej do Pstrążnej.